# Fabio Montale
Pour les articles homonymes, voir Montale.
Fabio Montale est un héros créé par le romancier Jean-Claude Izzo pour sa trilogie marseillaise : Total Kheops (1995), Chourmo (1996) et Solea (1998).
Le personnage a été incarné par Alain Delon dans Fabio Montale de José Pinheiro, une adaptation de la trilogie en mini-série, diffusée en 2002.